# Blazer (Browser)
Blazer war ein Webbrowser für Palm-Handhelds. Ursprünglich wurde er von Handspring entwickelt. Die erste Version wurde im Mai 2001 veröffentlicht und unterstützte HTML, WAP und i-mode. Ab Version 4 wurde er von Palm entwickelt und verwendete die Browser-Kerntechnologie NetFront von Access. Die ersten beiden Versionen konnten gekauft werden und waren außerdem auf verschiedenen Handspring-Smartphones vorinstalliert und Version 3 wurde beim Treo 600 Smartphone verwendet. Ab Version 4 war Blazer auf Palm-Handhelds vorinstalliert.
Die Version 4.3 unterstützt unter anderem:
- SSL, Proxyserver, VPN
- HTTP-Cookies
- HTML, XHTML, WML, cHTML, JavaScript, CSS, GIF, JPEG, PNG, BMP
- Downloads auf Speicherkarte, Uploads möglich wenn das Palm-Dateienprogramm / FileBrowser installiert ist, sonst kein Auswählen einer Datei möglich
- Favoriten

Die Version 4.5 kam auf dem Treo 700p und Treo 755p (nicht in Europa erhältlich) zum Einsatz und brachte als Neuerung unter anderem die Einbindung eines Streamingplayers, der von Kinoma bereitgestellt wird.